# اجليل (أولاد عبو)
اجليل هو دُوَّار يقع بجماعة سيدي غانم، إقليم الرحامنة، جهة مراكش آسفي في المملكة المغربية. ينتمي الدوّار لمشيخة أولاد عبو التي تضم 23 دوار. يقدر عدد سكانه بـ 188 نسمة حسب الإحصاء الرسمي للسكان والسكنى لسنة 2004.

## روابط خارجية
- البوابة الوطنية للجماعات الترابية
- المندوبية السامية للتخطيط